# 이철허
이철허(李徹虛, 1880년 ~ ?)는 일제강점기의 승려이다. 철허는 호이며, 이해공(李海空)이라고도 불렀다.

## 생애
함경남도 고원군에서 출생하였으며, 경기도 대본산인 용주사 재적 승려였다. 1917년에 용주사에서 주지 강대련에 다음 가는 자리인 대교사(大敎師)라는 직책을 맡고 있었다.
1917년에 용주사 대교사인 이철허는 조선총독부의 인가를 얻어 30대 본산의 하나인 전라북도 금산군(현 충청남도)의 보석사 주지로 취임했다. 주지 임기는 3년이었는데, 이철허는 두 차례 더 연임하여 1926년까지 9년 동안 보석사 주지로 재임했다.
보석사 주지직을 사임한 뒤에는 개인 재산으로 금산군 상옥리에 불교 포교당을 설립해 포교 활동에 전념했다. 포교당 운영 중이던 1930년대 중반에 조선총독 우가키 가즈시게가 보급한 심전개발 운동에 협력한 사실이 있다. 심전개발은 일제가 추진한 황민화 정책의 예비 단계에서 벌어진 정신 지배 운동이었다. 이철허는 금산 포교당을 중심으로 “심전개발에 전심 노력 중”인 것으로 1936년 발행된 《매일신보》에 보도된 바 있다.

## 같이 보기
- 용주사
- 보석사

## 참고자료
- 임혜봉 (2005년 3월 1일). 〈이철허 : 심전개발 운동에 협력한 전임 본산 주지〉. 《친일 승려 108인》. 서울: 청년사. 298~300쪽쪽. ISBN 978-89-7278-384-8.